# Bamidele Olaseni
* solo nel precampionato o in squadra di allenamento
Bamidele Olaseni, detto Bam (Londra, 12 gennaio 1996), è un giocatore di football americano inglese che milita da offensive tackle per gli Houston Gamblers della rinata United States Football League (USFL). Al college ha giocato per l'Università dello Utah.

## Carriera universitaria
Olaseni, originario di Londra in Inghilterra, cominciò a giocare a football in patria nella squadra under 19 dei London Blitz, franchigia la cui prima squadra partecipa al Campionato britannico di football americano, per poi trasferirsi nel 2017 negli Stati Uniti frequentando il Garden City Community College a Garden City nel Kansas e andando così a giocare con i Broncbusters che militano nella Kansas Jayhawk Community College Conference (KJCCC) del campionato della National Junior College Athletic Association (NJCAA). Nel 2018 Olaseni contribuì a far raggiungere ai Broncbusters la finale di campionato (persa contro l'East Mississippi) e fu inserito tra i migliori giocatori della stagione dell'intero campionato (All-America Team).
Per le sue prestazioni Olaseni ricevette proposte da svariati college della NCAA scegliendo di iscriversi nel 2019 all'Università dello Utah andando a giocare con gli Utes che militano nella Pacific-12 Conference (Pac-12) della Divisione I della Football Bowl Subdivision (FBS). Nella sua prima stagione al college fu redshirt, ossia poteva allenarsi ma non prendere parte alle partite ufficiali. Riuscì comunque a giocare come tackle di destra in due partite, di cui una da titolare, senza perdere il suo status di redshirt. Nel 2020 giocò negli special team in tutte le cinque partite del campionato, accorciato dalla pandemia di Covid-19. Nel 2021 giocò in tutte le 14 partite stagionali, 11 da titolare, come tackle di sinistra. La stagione 2021 si concluse con la prima partecipazione della loro storia degli Utes al Rose Bowl, perso contro l'Ohio State, e poi Olaseni fu invitato al 97° East-West Shrine Bowl, partita all-star del football di college.
Al termine della stagione Olaseni si dichiarò eleggibile per il Draft NFL 2022. Olaseni venne inserito dalla NFL, insieme ad altri 12 atleti, nel programma International Player Pathway, volto a favorire l'arrivo di giocatori di provenienza internazionale nel principale campionato professionistico statunitense.
| Stagione     | Stagione       | Stagione     | Stagione     | Stagione | Stagione |
| Anno         | Squadra        | Campionato   | Conference   | P        | PT       |
| ------------ | -------------- | ------------ | ------------ | -------- | -------- |
| 2017         | Garden City CC | NJCAA        | KJCCC        | 10       | -        |
| 2018         | Garden City CC | NJCAA        | KJCCC        | 0        | -        |
|              |                |              |              |          |          |
| 2019         | Utah           | FBS Div. I   | Pac-12       | 2        | 1        |
| 2020         | Utah           | FBS Div. I   | Pac-12       | 5        | 0        |
| 2021         | Utah           | FBS Div. I   | Pac-12       | 13       | 9        |
| Totale NJCAA | Totale NJCAA   | Totale NJCAA | Totale NJCAA | 10       | -        |
| Totale FBS   | Totale FBS     | Totale FBS   | Totale FBS   | 20       | 10       |

Fonte: Football DBIn grassetto i record personali in carriera

## Carriera professionistica

### Las Vegas Raiders
Olaseni non fu scelto nel corso del Draft NFL 2022 ma, di contro, fu prima scelta dei Calgary Stampeders nel corso del Global Draft della Canadian Football League (CFL), evento della lega canadese per la selezione di giocatori internazionali. il 12 maggio 2022 ha firmato da undrafted free agent con i Las Vegas Raiders.
Il 30 agosto 2022 Olaseni non rientrò nel roster attivo iniziale della squadra e fu svincolato dai Raiders per poi firmare il giorno successivo con la squadra di allenamento ma fu poi svincolato ancora il 1º settembre 2022.

### Houston Gamblers (USFL)
A ottobre 2022 Bamidele firmò per gli Houston Gamblers dell'United States Football League, lega professionistica americana minore che, dopo un'esperienza negli anni '80, aveva ripreso le sue attività dal 2022, con la stagione programmata per il periodo primaverile.